# Takeshi Urata
Takeshi Urata (浦田 武, Urata Takeshi) é um astrônomo japonês que trabalha no observatório Nihondaira, sendo conhecido como um caçador de asteróides e tendo descoberto vários deles. O asteróide 3722 Urata foi batizado em sua homenagem.